# Ranschbach (Queich)
Der Ranschbach ist ein fast 7 Kilometer langer Bach in der Südpfalz und ein westlicher und rechter Zufluss der Queich.

## Name
Im 13. und 14. Jahrhundert wurde der gleichnamige Ort Ranschbach in den schriftlichen Aufzeichnungen Ramesbach genannt. Der Name leitet sich entsprechend von einem Personennamen *Ram(m) ab.

## Verlauf
Der Ranschbach entspringt im Bereich der Haardt, wie der Ostrand des Pfälzerwaldes genannt wird.  Anschließend durchfließt er die gleichnamige Gemeinde und streift einige Kilometer östlich – bereits auf Gemarkung von Landau in der Pfalz – den Nordrand des Stadtteils Arzheim.  Kurz vor seiner Mündung in die Queich unterquert er außerdem die Bahnstrecke Landau–Rohrbach. 